# Макарова Інна Володимирівна

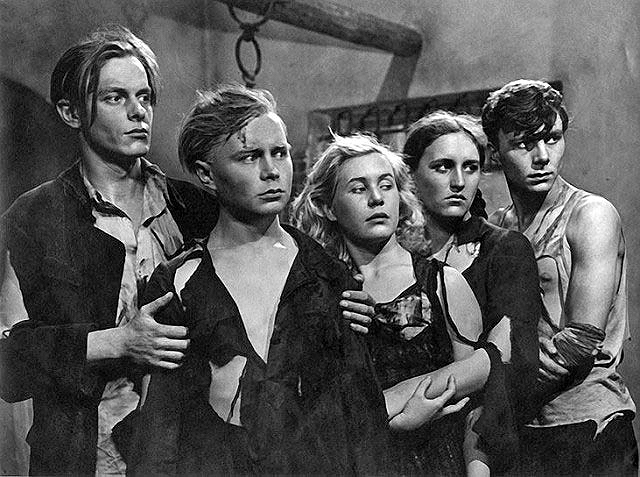
У ролі Любові Шевцової (в центрі) у фільмі «Молода гвардія», 1948 рік.

Інна Володимирівна Макарова (рос. И́нна Влади́мировна Мака́рова; 28 липня 1926, Тайга, Кемеровська область, Російська РФСР — 25 березня 2020, Москва, Росія) — радянська і російська актриса. Лауреат Сталінської премії (1949) за фільм «Молода гвардія». Заслужена артистка РРФСР (1962). Народна артистка РРФСР (1971). Народна артистка СРСР (1985). 

## Біографія
Народилася в місті Тайга Томського округу, Сибірського краю, в родині працівників новосибірського радіокомітету Володимира Степановича Макарова і Ганни Іванівни Герман. Дитинство і юність Інна провела в Новосибірську. Сім'я жила в Будинку письменників.
В четвертому класі школи записалася в драматичний гурток. Під час Німецько-радянської війни разом з товаришами їздила по госпіталях, виступала перед пораненими.
У 1943—1948 роках навчалася у ВДІК в майстерні Сергія Герасимова і Тамари Макарової. Під час навчання виконала роль Кармен в однойменній п'єсі, поставленої Тетяною Ліозновою. Цю студентську роботу подивився Олександр Фадєєв і побачив в ній майбутню виконавицю ролі Любові Шевцової у фільмі «Молода гвардія», де Герасимов зняв весь свій курс; при цьому сам режисер спочатку готував їй роль Валерії Борц. За роботу над картиною актриса була удостоєна Сталінської премії I ступеня (поряд з режисером, оператором і групою інших артистів).
Під час навчання познайомилася з майбутнім чоловіком Сергієм Бондарчуком, який прийшов на курс після фронту. Після весілля жили в підвальній кімнаті в Москві на Садово-Тріумфальній вулиці. Потім, завдяки Сталінській премії, отримали нову квартиру.
У 1948 році була зарахована в трупу Театру-студії кіноактора. Алла Тарасова, побачивши її гру, хотіла запросити її у МХАТ, на що Герасимов заперечив: «Вона потрібна для кінематографа».
Наступною значущою роллю в кіно стала Катя Петрашень у фільмі «Висота» (1957), потім — Варвара в картині «Люба моя людина» (1958). Сценарій до цього фільму, за словами Макарової, писали спеціально для неї і Олексія Баталова, актори були затверджені без проб. Під час зйомок вирішила розлучитися з Бондарчуком. Розставання було важким, після цього Макарова довго не виходила заміж.
Надалі найяскравішимі ролі виконала у фільмах «Дівчата», «Одруження Бальзамінова», «Жінки», «Російське поле». В кінці 1980-х років стала рідко зніматися, присвятивши себе концертній діяльності. На початку — середині 2000-х років знову повернулася до акторської кар'єри, граючи в різних телесеріалах.
Померла 25 березня 2020 року в Москві, у Центральній клінічній лікарні з поліклінікою, куди вона була доставлена раніше у важкому стані. Прощання з Інною Володимирівною пройшло 28 березня в траурному залі при Центральній клінічній лікарні, похована на Троєкуровському кладовищі.

## Сім'я
- Дід по батькові — Степан Родіонович Макаров, з в'ятських переселенців, майстер з виготовлення гармоней, мав відмінний музичний слух, володів гармонью, гітарою і мандоліною.
- Дід по матері — Ван Людвіг Арман, з засланних австрійських поляків, католик. Одружився з Іриною Самсонівною Варакіною, переселенкою з-під Бронниць. При вінчанні був хрещений в православ'я під ім'ям Іван Михайлович Герман.
- Батько — Володимир Степанович Макаров, радіодиктор, письменник і поет. У 1934 році був прийнятий в члени Спілки письменників СРСР. Помер, коли йому не було й тридцяти п'яти років. «Дрібниця — крихта потрапила не в те горло, гострий абсцес, а потім гангрена, омертвіння легені».
- Мати — Ганна Іванівна Герман, літературний редактор-кореспондент, працювала в новосибірському радіокомітеті, завідувачкого літературної частини місцевого ТЮГу, потім — Новосибірського театру «Червоний факел». Була підкидьком, але «подейкували, і швидше за все так і було, що дочка Ганнуся була справжньою, кровною дочкою Івана Михайловича». Під час Німецько-радянської війни служила в 4-му гвардійському мінометному полку.
- Сестра — Ніна.
  - Її син: Андрій Малюков (нар. 1948) — режисер, Народний артист РФ.
- Перший чоловік (1947—1959) — Сергій Бондарчук, актор і кінорежисер. Народний артист СРСР (1952).
  - Дочка — Наталія Сергіївна Бондарчук (нар. 1950), актриса і кінорежисер. Заслужений діяч мистецтв РФ (2009).
    - Онук — Іван Миколайович Бурляєв (нар. 1976), композитор, артдиректор Міжнародного форуму кіно, театру і бойових мистецтв «Золотий Витязь», генеральний директор продюсерського центру «Золотий Вік».
    - Онука — Марія Миколаївна Бурляєва (нар. 1987), актриса.
- Другий чоловік (1973—2013) — Михайло Ізраїлевич Перельман (1924—2013), хірург. Академік АМН СРСР — РАМН.

## Фільмографія
- 1945 — «Це було в Донбасі» — партизанка
- 1948 — «Молода гвардія» — Любов Шевцова
- 1951 — «Сільський лікар» — Баранова
- 1952 — «Повернення Василя Бортнікова» — Фроська Блінова
- 1955 — «Димітровградці» — Людмила Кузнецова
- 1955 — «Справа Румянцева» — Нонна Снєгірьова
- 1957 — «Висота» — Катя
- 1958 — «Наш кореспондент» — Клаша Винокурова
- 1958 — «Люба моя людина» — Варвара
- 1960 — «Міст перейти не можна»
- 1961 — «Дівчата» — Надя
- 1961 — «Брати Комарови» — Комарова, мама
- 1964 — «Молодий» — дружина Василя
- 1964 — «Палата» — Зіна
- 1964 — «Велика руда» — Тамара, дружина Пронякіна
- 1964 — «Одруження Бальзамінова» — Анфіса
- 1965 — «Вони не пройдуть» — Софія Якимова
- 1966 — «Жінки» — Дуся
- 1966 — «Маленький утікач» — Клава
- 1968 — «Новенька» — Анна Антонівна Васильцова
- 1968 — «Урок літератури» — завуч Віра Петрівна
- 1969 — «Злочин і покарання» — Настасья
- 1970 — «Вас викликає Таймир» — Єлизавета Михайлівна Кирпичникова
- 1970 — «Любов Ярова» — Дунька
- 1971 — «Російське поле» — Марія Сергіївна Соловйова
- 1972 — «Інженер Прончатов» — Капітоліна Олексіївна
- 1973 — «Друзі мої…» (новелла «Чукотський марш») — мама Павлика Кисельова
- 1973 — «Невиправний брехун» — Зіна Тютюріна
- 1974 — «Ще не вечір» — Інна Вікторівна Ковальова
- 1975 — «Наречена з півночі» — Наталія
- 1975 — «Пошехонська старина» — пані
- 1976 — «Моя справа» — Зоя Дем'янівна
- 1979 — «Нерозділене кохання» — Лариса Антонівна Добриніна
- 1982 — «Контрольна зі спеціальності» — Інна Федотівна
- 1982 — «Пічники» — Зоя
- 1982 — «Жива веселка» — Людмила Петрівна
- 1984 — «Мертві душі» — губернаторша
- 1985 — «Дитинство Бембі» — Нетла
- 1985 — «Маріца»
- 1986 — «Лермонтов» — Бабуся
- 1986 — «Юність Бембі» — Нетла
- 1987 — «Позика на шлюб» — Анна Казначеєва
- 1988 — «Сороковий день» — Ірина Семенівна
- 2006 — «Пушкін. Остання дуель» — Катерина Загряжська

## Нагороди та звання
- Заслужена артистка РРФСР (23.10.1962)
- Народна артистка РРФСР (11.06.1971)
- Народна артистка СРСР (02.09.1985)
- Сталінська премія першого ступеня (1949) — за виконання ролі Любові Шевцової у фільмі «Молода гвардія» (1948)
- Орден Трудового Червоного Прапора
- Орден Дружби (10.10.2002) — за багаторічну плідну діяльність у галузі культури і мистецтва
- Орден «За заслуги перед Вітчизною» IV ступеня (28.07.2006) —  за великий внесок у розвиток вітчизняного кіномистецтва і багаторічну творчу діяльність
- Медаль «У пам'ять 850-річчя Москви»
- Медаль «За особливий внесок у розвиток Кузбасу» I ступеня (8 серпня 2001 рік) —  за багаторічну плідну працю, високий професіоналізм, значний внесок у соціально-економічний розвиток області
- Кінофестиваль «Віват кіно Росії!» в Санкт-Петербурзі (Спеціальний приз «Визнання», 2006)
- Академік Російської академії кінематографічних мистецтв «Ніка»